# Tommy Milton
Tommy Milton, ameriški dirkač, * 14. november 1893, Saint Paul, Minnesota, ZDA, † 10. julij 1962, Mount Clemens, Michigan, ZDA.
Milton je v letih 1920 in 1921 osvojil naslov prvaka Ameriške avtomobilistične zveze (AAA). Osemkrat je nastopil na dirki Indianapolis 500, v letih 1919, 1920, 1921, 1922, 1923, 1924, 1925 in 1927. V letih 1921 in 1923 je zmagal, svojo drugo zmago je dosegel z najboljšega štartnega položaja. V sezoni 1925 je nastopil na svoji edini evropski dirki za Veliko nagrado Italije, kjer je bil z dirkalnikom Duesenberg 122 četrti. Umrl je leta 1962.